# Maxmilián Oldřich z Kounic
Maxmilián Oldřich Fortunát Josef hrabě z Kounic-Rietbergu (Maximilian Ulrich Josef Fortunatus Graf von Kaunitz-Rietberg, 2. března 1679 Brno – 10. září 1746 Brno) byl moravský šlechtic z rodu Kouniců, syn říšského místokancléře Dominika Ondřeje I. z Kounic. Původně se uplatnil v diplomacii, později byl dlouholetým zemským hejtmanem na Moravě (1720–1746). Na Moravě byl majitelem rozsáhlých panství, na nichž rozvíjel bohatou stavební činnost (Slavkov, Uherský Brod, Luka nad Jihlavou). Byl rytířem Řádu zlatého rouna.

## Mládí a cesta po Evropě

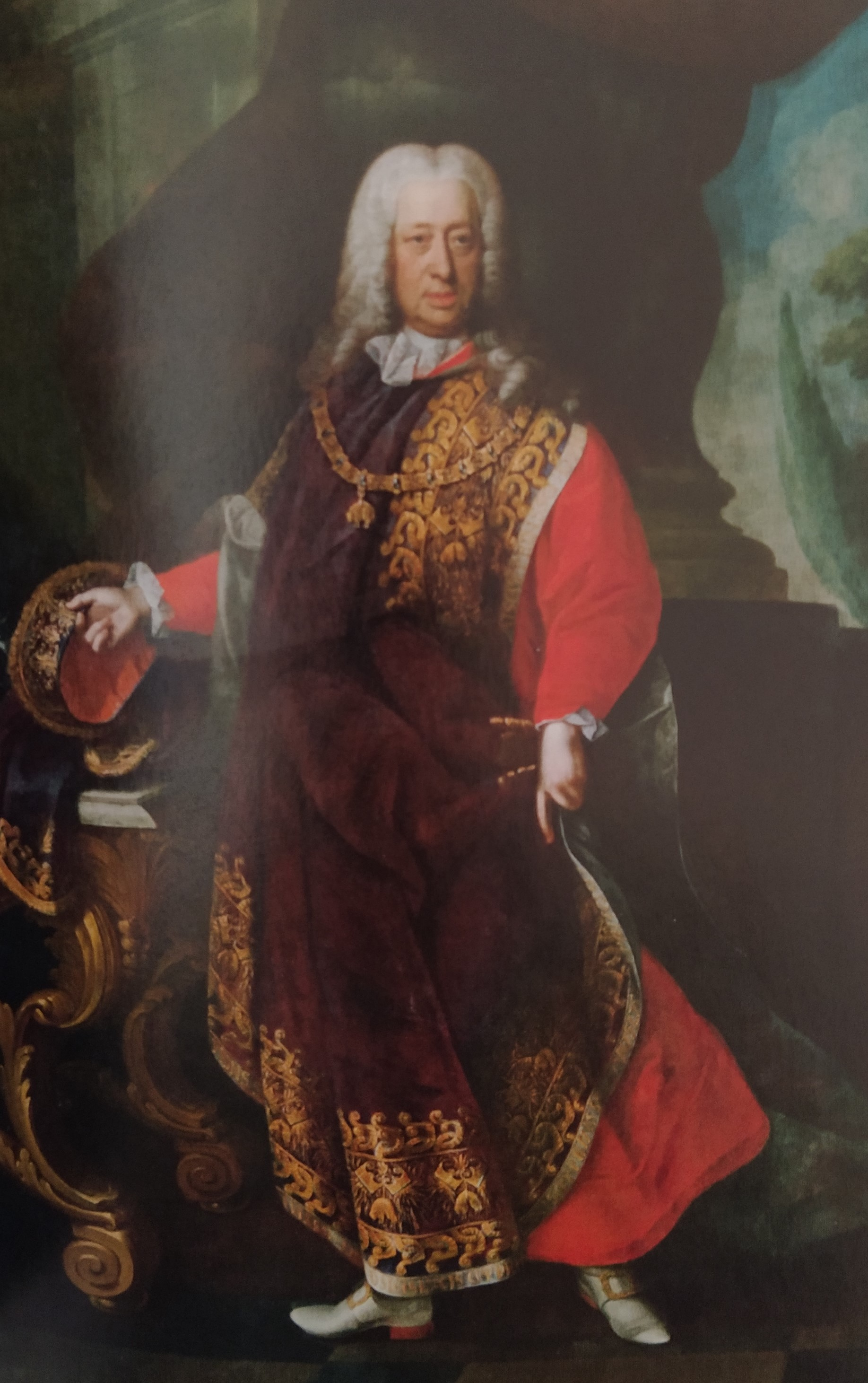
Maxmilián Oldřich z Kounic s dekorací Řádu zlatého rouna (sbírky zámku Slavkov)

Narodil se ve Vídni do početné rodiny říšského místokancléře Dominika Ondřeje I. z Kounic (1654–1705) a jeho manželky Marie Eleonory ze Šternberka (1655–1706). Byl v pořadí až třetím synem, ale nejstarší bratr František Karel (1676–1717) dal přednost církevní dráze a stal se biskupem v Lublani, další bratr Adolf Josef (1678–1681) zemřel v dětství.
V letech 1696–1700 absolvoval kavalírskou cestu po Evropě, nejprve delší dobu pobýval v Nizozemí (kde se mimo jiné stal členem zednářské lóže), poté v Německu a ve Francii. Během pobytu v Paříži byl několikrát přijat k audienci u královského dvora ve Versailles a v roce 1698 se zde nechal portrétovat od dvorského portrétisty Ludvíka XIV. Hyacintha Rigauda (1659–1743). Zhruba dvacetiletý hrabě je zde vyobrazen v kyrysu, který zčásti zakrývá plášť sepnutý na rameni, a na hlavě má alonžovou paruku. Osoba na obraze byla donedávna zaměňována za Maxmiliánova otce Dominka Ondřeje Kounice, který si nechal v roce 1673 namalovat portrét u Jacoba Ferdinanda Voeta. Oba tyto portréty jsou vystaveny na zámku ve Slavkově u Brna. V roce 1699 se kvůli svatbě nakrátko vrátil do Vídně, ale pak ještě v letech 1699-1700 cestoval po Itálii.

## Diplomat a moravský zemský hejtman
Již v mládí byl jmenován císařským komořím a od roku 1706 byl členem říšské dvorské rady. V roce 1716 byl pověřen diplomatickou misí po německých zemích, později byl mimořádným vyslancem při volbě papeže Benedikta XIII. (1724). V roce 1720 byl jmenován císařským tajným radou a v letech 1720-1746 byl zemským hejtmanem na Moravě. V této funkci pečoval o rozvoj obchodu, podporoval vznik manufaktur, nechal vybudovat císařskou silnici z Brna do Olomouce a prosadil i dílčí reformy zemské správy. Ve funkci hejtmana inicioval úpravy Zemského domu a jako barokní kavalír se zájmem o umění kolem sebe soustředil vzdělanou společnost. Na sklonku kariéry obdržel Řád zlatého rouna (1744).

## Majetkové poměry a stavební aktivity
Po otci zdědil majetek na Moravě, největším správním celkem bylo panství Uherský Brod, hlavním sídlem ale byl Slavkov. Dále vlastnil Křižanov na Vysočině a Strážnici. Strážnici přenechal v roce 1716 původním majitelům Magnisům (jednalo se vlastně o odstoupení od kupní smlouvy uzavřené jeho otcem v roce 1702). Podporoval železářství v Křižanově, kde také nechal opravit vyhořelý zámek, i tohoto panství se ale vzdal v roce 1727 ve prospěch žďárského kláštera, který usiloval o rozšíření majetku v tomto regionu. Po starším bratrovi, lublaňském biskupovi Františku Karlovi, zdědil v roce 1717 finanční hotovost, kterou později použil k nákupu panství Luka nad Jihlavou (zakoupeno v roce 1736 za 115 000 zlatých).
Péči věnoval Uherskému Brodu, kde na vlastní náklady nechal v letech 1717–1733 postavit kostel Neposkvrněného Početí Panny Marie podle projektu tehdy již zemřelého Domenica Martinelliho. Martinelli předtím pro Kounice pracoval i na přestavbě panského domu v Uherském Brodě a na zámku ve Slavkově. O dostavbu slavkovského zámku se Maxmilián Oldřich začal zajímat až poté, co se stal moravským zemským hejtmanem. O dokončení zámku ve Slavkově se zasloužil architekt Václav Petruzzi, který také v letech 1739–1746 stavěl zámek v Lukách nad Jihlavou.

## Manželství a potomstvo
Jeho manželkou byla hraběnka Marie Ernestina Františka z Rietbergu (1687–1758), která byla již od dětství jedinou dědičkou říšského svobodného hrabství Rietberg ve Vestfálsku a tím pádem žádanou nevěstou. Téměř úspěšně se o její ruku ucházel Adam František ze Schwarzenbergu, nakonec se ale v roce 1699 provdala za Maxmiliána Oldřicha Kounice. Ten se tak stal říšským hrabětem a převzal i erb a jméno Rietberg. O hrabství Rietberg se zajímal jen okrajově a přenechával správu úředníkům. Založil zde gymnázium a ve městě Kaunitz-Verl nechal postavit kostel sv. Marie Immaculaty (obojí dokončeno až za jeho syna Václava Antonína).
Z jejich manželství se narodilo šestnáct dětí, většina ale zemřela v dětství nebo raném mládí. Jediným pokračovatelem se stal syn Václav Antonín (1711–1794), který se zároveň jako diplomat a říšský kancléř stal nejvýznamnější osobností Kouniců a v roce 1764 byl povýšen do knížecího stavu. Z dcer se Marie Antonie (1708–1778) provdala za hraběte Jana Adama z Questenberka. Jím rod Questenberků vymřel a jméno a majetek v další generaci převzali Kounicové Dominik Ondřej II. z Kounic. Další dcera Marie Eleonora (1723–1776) byla manželkou Rudolfa Josefa Pálffyho z Erdődu.